# Пшеничников, Дмитрий Владимирович
Дмитрий Владимирович Пшеничников (род. 4 декабря 1965, Москва) — российский архитектор. Член Союза архитекторов России, лауреат Государственной премии Российской Федерации в области архитектуры 1997 года. Член искусствоведческой комиссии при Московской Епархии Русской православной церкви. Член экспертного совета по Архитектуре, искусству и реставрации при священном Синоде.

## Биография
Дмитрий Пшеничников родился 4 декабря 1965 года в Москве. Окончил школу № 152. В 1983 году поступил в Московский архитектурный институт. После прохождения военной службы продолжил учёбу и окончил институт в 1991 году. Дипломный проект являлся первым в истории МАрхИ, выполненным с применением трёхмерного компьютерного моделирования с созданием презентационного видеоряда. С 1990 по 1993 год работал в совместном советско-итальянском предприятии «Совинтерархстрой» (работу начал ещё во время учёбы).
В 1991 году Пшеничников стал участником Венецианского биеннале, на котором был представлен его проект Академии творчества. На следующий год по результатам конкурса молодых архитекторов, проводимого Союзом Архитекторов России, был принят в члены Союза, в 27 лет став самым молодым членом в его истории.
С 1993 по 1997 год Дмитрий Пшеничников работал в организации «Моспроект-2». Параллельно занимался частной практикой, сотрудничая с ГутаБанком, МежКомБанком, ТверьУниверсалБанком, Сбербанком. С 1993 по 1994 год выполнял проектирование совместно с финской строительной компанией реконструкции с приспособлением здания «Тверьуниверсалбанка» на Большой Серпуховской улице в Москве. С 1994 по 1996 год принимал участие в проектировании «Уникомбанка» в составе авторского коллектива под руководством Дмитрия Солопова.
В 1994 году Пшеничников работал в Австрии с фирмой AMR (г. Грац) по совместному проекту «Уникомбанка» и в Германии (Берлин, Франкфурт-на-Майне) в фирме JSK над совместным проектом реконструкции гостиницы «Москва». В том же году он проходил стажировку во Франции (Париж, Ницца, Тулуза) по государственной программе Actim.
С 1995 по 1997 год Пшеничников принимал активное участие в проекте воссоздания Храма Христа Спасителя, работая над Залом Церковных Соборов в стилобатной части храма. С 1996 по 1998 год совместно с югославской фирмой им было спроектировано и построено офисное здание на углу улиц Дурова и Мещанской.
С 1997 года Пшеничников работает исключительно как частный подрядчик. С 2005 года творческий коллектив под его руководством зарегистрирован как ООО «Архитектурная мастерская Дмитрий Пшеничников и партнёры». В середине первого десятилетия нового века фирме был поручен проект Терминала D аэропорта «Шереметьево» («Шереметьево-3»).

## Построенные и строящиеся объекты

### Деловые и многофункциональные комплексы
- «Тверьуниверсалбанк», Большая Серпуховская улица Москвы (1992—1995)[2]
- «Уникомбанк» в Даевом переулке Москвы (1993—1995)
- Офисное здание на углу улиц Мещанской и Дурова в Москве (1996—1998)
- Медицинский центр, 1-й Кожуховский проезд, Москва (2003—2004)[3]
- Офисное здание на Ленинградском шоссе в Москве (2003—2005)
- Многофункциональный комплекс, Большая Филёвская улица (2008)
- Терминал D аэропорта Шереметьево (2005—2009)
- Автодромы в Туркмении (2009)
- Комплекс техцентра «Mitsubishi» на Новорижском шоссе в Красногорске Московской области (2007—2010)
- Многофункциональный комплекс на Аминьевском шоссе (2006 г. — в процессе проектирования)
- Многофункциональное здание на Мосфильмовской улице в Москве (2006 г. — в процессе проектирования)
- Станции технического осмотра автомобилей в Москве (2006 г. — в процессе строительства)
- Техцентр "MAN" в г.Подольск (2005-2006)
- Техцентр "Skoda" в г.Подольск (2005-2006)
- Аэровокзал на Талаканском месторождении, Якутия (2011-2013)
- Интерьеры учебного центра Сургут-Нефтегаз (2014-2016)
- Элитный посёлок в г.Сургут (2012-2017)
- Крокус Сити Tower 1 (г.Красногорск,  Московская область) (2012 — в процессе строительства)

### Культовые сооружения
- Зал Церковных Соборов в стилобатной части Храма Христа Спасителя в Москве (1994—1998) (в составе авторского коллектива)
- Храм Смоленской иконы Божьей матери, деревня Темкино Смоленской области (1999—2001)[4]
- Храм во имя иконы Божьей матери всех скорбящих радости в Пскове (2001—2003)[4]
- Храм Вознесения, деревня Ляды Псковской области (2004—2005)[4]
- Храм Тихона Задонского, Смоленская область (2003—2007)[4]
- Храм Александра Невского (2004—2007)[4]
- Храм Архангела Михаила с. Иртыш Омская область (2005—2009)
- Храм «Катынь» (2010—2011)
- Храм всех святых в г. Страсбург, Франция (2014—2017)
- Храм в деревне Бекрино Смоленской области (2014—2017)
- Часовня на Даниловском кладбище (2018)

### Рестораны и клубы
- Ресторан «Белло Наполи» (1996)[3]
- Музыкальный клуб-ресторан, Театр им. Н. В. Гоголя, Москва (2003—2004)[3]
- Ресторан «Гусар» (1812) (2006—2009)

### Жилые дома
- Коттеджный поселок руководства Менатеп в деревне Жуковка Одинцовского района Московской области (1997—1999)
- Индивидуальный коттедж в поселке Горки-2 Одинцовского района Московской области (1999—2001)
- Индивидуальный коттедж в деревне Жуковка Одинцовского района Московской области (2000—2001)
- Индивидуальный коттедж в районе города Троицк Московской области (2001—2003)
- Индивидуальный коттедж в поселке Екатериновка в Москве (2001—2004)
- Индивидуальный коттедж в поселке Жаворонки Одинцовского района Московской области (2001—2004)
- Коттедж в поселке Полярников в Москве (2001—2004)
- Индивидуальный коттедж в деревне Жуковка Одинцовского района Московской области (2002—2004)
- Индивидуальный коттедж в поселке Горки-2 Одинцовского района Московской области (2002—2004)
- Особняк в поселке МИНЗАГ Подольского района Московской области (2002—2004)
- Особняк в поселке Архангельское Красногорского района Московской области (2001—2005)
- Индивидуальный коттедж в поселке Тарасовка Мытищенского района Московской области (2001—2006)
- Индивидуальный коттедж в поселке Ватутинки Ленинского района Московской области (2002—2006)
- Коттедж в поселке Калчуга Одинцовского района Московской области (2004—2006)
- Индивидуальный коттедж в поселке Переделкино Одинцовского района Московской области (2004—2007)
- Коттедж на Киевском шоссе (2005—2007)
- Индивидуальный коттедж в поселке Ватутинки Ленинского района Московской области (2004—2008)
- 3 индивидуальных коттеджа в поселке Архангельское Красногорского района Московской области (2004—2008)
- Коттедж на Николиной горе Одинцовского района Московской области (2005—2008)
- Коттедж в деревне Гаврилково Химкинского района Московской области (2005—2008)
- Коттедж в поселке Александровка Красногорского района Московской области (2007—2008)
- Коттедж в поселке Баковка Одинцовского района Московской области (2005—2009)
- Коттедж в посёлке Ивакино (2008—2009)
- Коттедж в районе Клязьменского водохранилища (2006—2010)
- Коттедж в поселке Балтия Истринского района Московской области (2003-2010)
- Особняк в поселке Барвиха Одинцовского района Московской области (2003 г. — в процессе строительства)
- Особняк в посёлке Сосны на Николиной горе, Московская область (2007-2012)
- Коттедж в посёлке Соловьи Красногорского района, Московская область (2010-2015)
- Особняк в районе Нахабино, Московская область (2008-2015)
- Коттедж в поселке «Зимний сад» Ленинского района Московской области (2007-2017)
- Коттедж в посёлке Миллениум, Московская область (2010-2014)
- Особняк в посёлке Пирогово, Московская область (2013-2017)
- Реконструкция частного дома г.Женева, Швейцария (2015 г. — в процессе строительства)
- Частный дом г.Лозанна, Швейцария (2016 г. — в процессе строительства)

### Проекты
- Концепция перекрытия платформы Павелецкого вокзала
- Тренировочная база для Сборной России по гребле в Сынтул, Рязанская область
- Концепция аэропорта и города при Космодроме Восточный
- Концепция нового города Томск 3.0
- Конгресс-Холл в г.Екатеринбург
- Многофункциональный комплекс с трансграничной канатной дорогой "Золотая миля" г.Благовещенск (2016 г.— в процессе проектирования)

## Награды и премии
- Государственная премия Российской Федерации в области архитектуры 1997 года (в составе творческой группы Д. С. Солопова) за здание «Уникомбанка»[5]. За этот же проект удостоен диплома III степени выставки «Зодчество-96»
- Премия ARX AWARDS 2007 года в номинации «Лучший объект транспортной инфраструктуры» за аэровокзальный комплекс Шереметьево-3[6]
- Приз Общественного совета Архитектурной премии 2009 года за интерьер ресторана «Гусар» (с А. В. Кузьминым и С. М. Бархиным)[7].
- Награда "Ангел Трубящий" Благотворительного фонда "Глас ангельский Руси"